# 旅打ち
旅打ち（たびうち、たびぶち）とは、主に賭博（ギャンブル）を楽しむことを目的として旅行に出かけることを指す。広義では単に旅先でギャンブルを楽しむこと全般を指す場合もある。

## 概要
公営競技を対象とする旅打ちについては、ギャンブルの収支よりも全国の競馬場・競輪場・競艇場・オートレース場をどれだけ踏破したかが重視される一面があり、その点では寺社への巡礼に例えられることもある。
競艇においては、住之江競艇場が「競艇のメッカ」「競艇の聖地」の異名を持つことから、住之江競艇場へ旅打ちに出かけることを「聖地巡礼」と称する者もいる。
韓国ではパチンコが禁止されているため、旅打ちのためにたびたび来日する韓国人もいる。
IR推進法が成立するまでは日本でのカジノは賭博罪に抵触する恐れがあったため、ラスベガスやマカオなどカジノが合法な国・地域に賭博を目的とした海外旅行ツアーが組まれることもある。

## 歴史
「旅をしながらギャンブルを行う」というスタイル自体は、江戸時代には既にいわゆる博徒（無宿人）や真剣師と呼ばれる存在が現れており、国定忠治などに代表される、歴史にその名を残す有名人も多数存在する。しかし当時の博徒はあくまで「社会からドロップアウトした人間が、生活のためにやむなく旅を続け、生活資金稼ぎのためにギャンブルに手を染める」という色合いが強く、現代の「旅打ち」とは大きく異なるものであった。
娯楽としての旅打ちが成立するためには、旅行手段としての交通機関の発達、並びにギャンブルの開催が共に不可欠となる。そのためその歴史は比較的浅いが、既に大正年間には競馬において旅打ちを行う者が数多く存在した模様で、競馬法施行により馬券の販売が再開された1923年（大正12年）の直後には早くも、阪神競馬場での開催に東京や九州などから数多くのファンが集まったことが報道されている。また当時福島競馬場や函館競馬場などでは、売上の大半を東京等からの遠征客が占めていたことから、遠征客に配慮して開催日程を極力連続した日程とするスケジュールを組むようになっていた。
しかし第二次世界大戦の勃発による競馬への締め付けの強化（最終的に1943年（昭和18年）には競馬の開催そのものが中止される）、さらに戦災による交通網の破壊（特に長距離旅客列車の運転休止）の影響から、戦後は一時旅打ち自体が非常に困難な状況となる。戦後の復興で競馬の開催・長距離旅客列車の運行が共に再開された後も、1948年（昭和23年）に競馬法が改正され場外勝馬投票券発売所の設置が認められたことに加え競輪・競艇・オートの相次ぐ開始で、わざわざ旅行をしなくてもギャンブルを楽しめる環境が整ったことから、戦前のような旅打ちの盛況ぶりが見られることはなくなった。
その後1980年代後半に入っての競馬ブームの中で、『草競馬流浪記』（山口瞳）を始めとして公営競技の旅打ちをテーマとした書籍がいくつか登場したことから、再び旅打ちを見直す動きが出始め、現在に至っている。
さらに1990年代に入ると、パチンコ・パチスロにおいても旅打ちが大きな話題の一つとして浮上してくる。その背景には、当時のデジパチやパチスロにおいて不正にプログラムを改造したいわゆる「裏モノ」がはびこっていたことがあり、当時のパチンコ・パチスロ情報誌では全国各地の「裏モノ」台に関する専門情報ページを設けるなど、旅打ちを試みる人間への情報提供に力を入れていた（『パチスロ必勝ガイド』（白夜書房）のマッド・パチスロ・ブラザーズも、元々は地方の裏モノ情報を扱うために結成されたライターコンビであった）。さらに全国を旅しながらパチスロで借金を返済するという漫画『パチスロひとり旅』が『漫画パチスロパニック7』（白夜書房）誌上で連載され人気を呼んだことなどもあり、パチンコ・パチスロでも「旅打ち」が楽しみ方の一つとして認知されるようになった。

## 旅打ちを題材とした作品

### 漫画
- 『パチスロひとり旅』（原作：名波誠、作画：奥田渓竜）

### テレビ
- 『ああ極楽!湯けむりパチンコ旅』（MONDO21、2007年1月 - 6月）
- 『旅打ち!我らパチンコ漂流隊』（旅チャンネル、2007年11月 - 2008年4月）
- 『旅打ち!パチンコがちんこ東北漂流記』（旅チャンネル、2008年11月 - 2009年4月）
- 『さすらいの競馬ギャンブラー!旅情篇』（MONDO21、2009年4月 - 9月）
- 『美女と旅打ち!』（旅チャンネル、2009年10月 - ）